# Obédience maçonnique
 (février 2016).

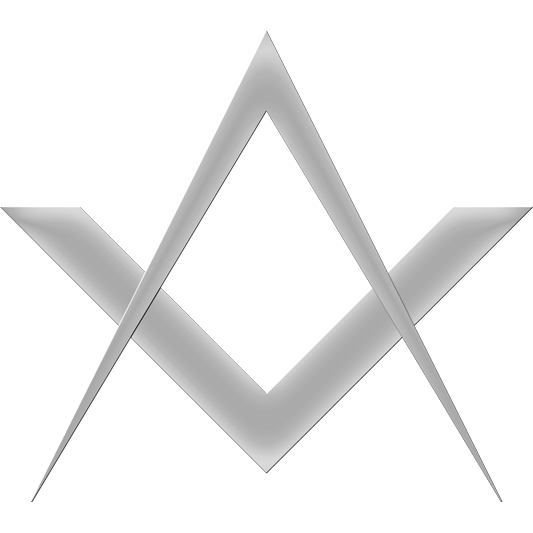
compas carré

Une obédience maçonnique est un regroupement de loges maçonniques, le plus souvent sous une forme fédérative, et qui peut prendre le nom de Grande loge (terme originaire d'Angleterre, le plus fréquent), ou de Grand orient (terme originaire de France, moins répandu dans le monde), ou  plus rarement d'autres dénominations. Cette forme de regroupement apparaît au début du XVIIIe siècle en Angleterre et marque le début de la franc-maçonnerie spéculative.

## Concepts fondamentaux
La compréhension du fonctionnement de la franc-maçonnerie moderne nécessite que soient précisés certains concepts maçonniques qui, bien que n'ayant pas toujours une définition uniformément admise par tous, sont à la base des alliances tout autant que des conflits entre les différentes obédiences.

### Loges, obédiences et rites maçonniques
Les loges maçonniques existaient avant les obédiences. Elles seules disposent du pouvoir d'initier de nouveaux membres. Une loge regroupe en général jusqu'à une quarantaine de francs-maçons actifs, bien qu'il existe parfois quelques loges particulières dont l'effectif peut se chiffrer à plusieurs centaines. Chaque loge reste libre du choix de son président (le « vénérable »), qu'elle élit chaque année, des sujets que ses membres souhaitent étudier, ainsi que des éventuelles actions extérieures, caritatives et/ou sociétales, qu'elle souhaite mener.
Les loges maçonniques se regroupent le plus souvent en « obédiences maçonniques », généralement appelées « grandes loges » ou, plus rarement, « grands orients ». En se fédérant ainsi, les loges regroupent leurs forces, notamment en ce qui concerne les questions matérielles (financement et gestion de leurs locaux), rituelles (harmonisation des cérémonies) et d'inter-visite (les membres d'une loge peuvent habituellement fréquenter en visiteurs toutes les autres loges d'une même fédération). Il arrive aussi — surtout en France, beaucoup plus rarement dans les autres pays — que les obédiences maçonniques agissent ou s'expriment publiquement au nom de l'ensemble des loges qui les composent.
Le regroupement des loges en obédiences maçonniques, apparu pour la première fois en Angleterre en juin 1717, marqua le début de la franc-maçonnerie moderne, dite « spéculative ». Il s'accompagne d'une relative perte de liberté de chacune des loges ainsi fédérées, puisqu'elles acceptent de se conformer aux règles particulières de leur fédérations (« constitutions » et règlements), dont le premier exemple historique fut les Constitutions d'Anderson de 1723. Toutefois, les loges restent habituellement jalouses de leur marge de liberté et il n'est pas rare, au sein d'une même obédience maçonnique, que se côtoient des loges dont les programmes de travail, les actions et les compositions sociologiques sont très différents les uns des autres.
Enfin, un rite maçonnique est un ensemble relativement homogène de rituels maçonniques. Un même rite maçonnique peut être utilisé par des obédiences maçonniques rivales et certaines obédiences maçonniques fédèrent des loges qui pratiquent différents rites maçonniques. Il arrive aussi parfois, bien que beaucoup plus rarement, qu'une seule et même loge pratique différents rites maçonniques.

### Grandes loges et grands orients
Il n'existe pas entre les deux appellations « grandes loges » et « grands orients » de différence de nature qui soit généralisable à toutes les « grandes loges » ou à tous les « grands orients » du monde.
Au début du XVIIIe siècle, en France, le terme « grande loge » désignait une réunion des présidents de loges. Il n'y avait donc pas d'obédience maçonnique permanente au sens moderne : la « grande loge » n'existait que pendant la durée de la réunion des présidents de loge. De même, le terme « grand orient » désignait l'endroit où se réunissait la « grande loge ». Ce n'est que dans la seconde moitié du siècle que ces termes finirent par désigner des institutions permanentes (et souvent rivales).

## Histoire
Le 24 juin 1717, quatre loges de Londres se réunirent dans la taverne Goose and Gridiron (« l'Oie et le Grill »). Elles portaient le nom des tavernes où elles avaient l'habitude de se réunir,  The Crown, The Apple Tree, The Goblet and the Grapes. Elles décidèrent de se soutenir mutuellement, dénommèrent leur regroupement « Grande Loge de Londres » et élurent un « Grand maître des maçons » (Grand Master of Masons) le plus ancien des quatre maîtres de loges, un certain Anthony Sayer. Cet événement, qui passa quasiment inaperçu à l'époque, marque cependant la naissance de la première obédience maçonnique du monde.
L'année suivante, en 1718, Georges Payne, secrétaire de l'administration des impôts, fut élu grand maître. En 1719, la grande maîtrise échut à Jean Théophile Désaguliers, ami d'Isaac Newton et l'un des plus illustres conférenciers de son temps et en 1721 au duc de Montaigu, haut aristocrate et l'un des hommes les plus riches d'Angleterre. Celui-ci demanda qu'on refonde toutes les anciennes règles de la fraternité (les « Anciens Devoirs ») selon « une nouvelle et meilleure méthode », projet qui aboutira à la publication des Constitutions d'Anderson, en 1723.
La Grande Loge de Londres avait ainsi acquis un prestige considérable qui allait permettre à la franc-maçonnerie de se répandre en une vingtaine d'années dans toute l'Europe et dans l'ensemble des colonies européennes, ce qui incluait à l'époque l'Amérique, et une bonne partie de l'Afrique et de l'Asie. Rapidement, de nouvelles loges, rassemblées en nouvelles obédiences se constituèrent un peu partout dans le monde. Par la même, le mouvement se diversifia à l'intérieur même du pays où il était né, puisqu'une autre obédience, sous le nom d'Ancienne Grande Loge d'Angleterre, se forme en 1751 à Londres et s'oppose à la première, à laquelle elle va reprocher durant plusieurs décennies d'avoir déchristianisé le rituel, tandis qu'un certain nombre de loges londoniennes continuaient à demeurer indépendantes.

## Points de discorde entre obédiences maçonniques

### Divisions etlandmarks
Dès les origines, la multiplication des pratiques et des conceptions différentes a posé le problème de la reconnaissance et des limites. Le mot anglais landmark résume bien cette question et ses difficultés, ce mot désigne à la fois un point remarquable du paysage (on dira par exemple que la Tour Eiffel est un landmark de Paris) et une borne à la limite d'un territoire. Dans le premier cas, il s'agit d'un point de repère dont il convient de ne pas trop s'éloigner sous peine de s'égarer. Dans le second, c'est une limite précise au-delà de laquelle on a changé de territoire.
Concrètement, de nombreuses obédiences, principalement aux États-Unis, ont établi différentes listes de landmarks, parfois considérés comme des limites intangibles, parfois comme des repères susceptibles d'évolutions au cours du temps. De son côté, la Grande Loge unie d'Angleterre (GLUA), sans utiliser le mot de landmarks, énonce une liste de huit principes, publiée en 1929 et modifiée en 1989, qu'elle considère comme nécessaires pour qu'une grande loge soit reconnue par elle.
D'une manière plus générale, toutes les obédiences maçonniques, au moins dans leur constitution, énoncent leur manière de définir ce qu'est, à leurs yeux, la franc-maçonnerie.

### Le concept de «régularité»
Le mot « régularité » est relativement récent et doit être davantage compris dans le sens anglais (regular, c’est-à-dire « normal ») que par rapport à l'idée d'une règle au sens latin des ordres monastiques. Mais ce mot recouvre cependant une notion beaucoup plus ancienne, et qui n'est pas exactement superposable à celle des landmarks, puisqu'elle fait référence aux « Anciens Devoirs », c’est-à-dire aux anciennes règles de métier des corporations de maçons. Or ces règles :
- Ne sont pas toujours directement transposables, sans une interprétation métaphorique, à la franc-maçonnerie moderne, dite « spéculative ». C'est par exemple le cas des règles qui régissaient le paiement des travaux ou l'interdiction d'employer sur les chantiers de l'époque des travailleurs mal-voyants.
- Ont toujours été en partie différentes selon les époques et les régions.
- Furent « refondues » comme on l'a vu plus haut à l'époque d'Anderson, laquelle refonte fut contestée dès l'origine (conflit des Antients et des Moderns).

Il reste que la plupart des obédiences se sont plus ou moins accordées au fil du temps sur un ensemble de règles, formulées de manière suffisamment souple, et dénommées « critères de régularité ».
Les obédiences du courant « principal » s'accordent généralement sur la liste de critères promulguée par la Grande Loge unie d'Angleterre, dans sa version de 1929 ou dans celle, légèrement différente, de 1989.
D'autres obédiences, tout en accordant une grande importance à cette question de la régularité, ajoutent ou retranchent certaines choses à leurs propres listes de « critères de régularité ». C'est par exemple le cas de celles qui n'acceptent les Anciens Devoirs que dans les strictes limites de la version donnée par Anderson, en 1723 ou de celles qui, à l'inverse, considèrent comme un critère traditionnel de régularité l'interdiction des discriminations religieuses ou raciales.

### Reconnaissances mutuelles et inter-visites
Enfin, la question des reconnaissances mutuelles et des inter-visites est encore une question différente, qui n'est pas toujours directement superposable aux précédentes.
En effet, pour prendre un exemple, telle obédience admettra que telle autre obédience a une pratique maçonnique qui est en tous points conforme à ses propres conceptions, landmarks (éventuellement récents) ou « critères de régularité » (supposés inchangés depuis les Anciens Devoirs), mais ne lui accordera cependant pas sa « reconnaissance » pour d'autres raisons.
Dans l'histoire récente, on a vu ainsi des obédiences refuser ou retirer leur « reconnaissance » à d'autres :
- Pour des raisons de discrimination, devenues à leurs yeux inconciliables avec la morale, même si les « Anciens Devoirs » ou les anciens landmarks n'interdisaient pas autrefois les discriminations.
- Pour des raisons d'exclusivité territoriale, certaines obédiences ne reconnaissant qu'une seule autre obédience par pays.
- Voire parfois pour des raisons de contentieux financier.

La reconnaissance d'une obédience par une autre peut en pratique conditionner la possibilité de visites mutuelles en loge, même si, dans la pratique, les interdictions théoriques de visites mutuelles sont souvent contournées.
En effet, il convient de distinguer la reconnaissance, qui peut être directe ou par transitivité (par ricochet en quelque sorte), de liens plus forts issus de traités d'amitié ou même de double appartenance; ces derniers sont rares et en tous cas inexistants entre les obédiences libérales et régulières.
En revanche, il n'est pas rare que des obédiences maçonniques qui ne se reconnaissent pas mutuellement puissent avoir néanmoins des relations de coopération mutuelles en des occasions particulières, par exemple pour partager des locaux ou pour organiser des expositions muséologiques.

## Les regroupements d'obédiences
Les obédiences maçonniques tissent entre elles des réseaux de relations mutuelles complexes, mais qu'on peut schématiquement regrouper en quatre types:

### Obédiences régulières du groupe principal (mainstream)
Plus des trois quarts[réf. souhaitée] des francs-maçons du monde appartiennent aux obédiences de ce groupe.
Il est constitué par :
- L'obédience la plus importante de chaque nation du Commonwealth et de chaque État des États-Unis et de chaque province du Canada.
- Une obédience (pas nécessairement la plus importante) de chacun des pays où la franc-maçonnerie est représentée.

Les obédiences de ce groupe de reconnaissance mutuelle se disent toutes régulières. Inversement, elles déclarent parfois irrégulières toutes les obédiences qui n'appartiennent pas à leur groupe, sans prendre en considération la nature de leurs pratiques maçonniques. Les obédiences ainsi déclarées irrégulières uniquement à cause de leur non-appartenance au groupe principal partagent rarement ce point de vue.
Contrairement à une idée fausse assez largement répandue, il n'existe pas d'organisation centrale qui aurait autorité sur l'ensemble de la franc-maçonnerie de ce groupe. Les grandes loges qui le composent, qui sont un peu plus d'une centaine, sont indépendantes, autonomes et souveraines. Chacune d'entre elles présente un caractère original, avec des particularités d'usages qui reflètent dans une certaine mesure la mentalité ambiante et les traditions locales. Mais toutes sont reliées entre elles par un consensus quant aux principes, usages, landmarks et règles qui constituent l'indispensable base de la régularité maçonnique.
Même la Grande Loge unie d'Angleterre, qui est la plus ancienne et la plus importante, avec ses quelque 600 000 membres, n'a pas d'autre action directe sur le plan international que celle d'accorder, refuser ou retirer sa « reconnaissance ». Mais le soin scrupuleux qu'elle met à respecter et à faire respecter les principes qu'elle a été la première à codifier, donne à ses décisions en ce domaine un poids et un prestige particuliers.

### Autres obédiences régulières
La règle qui fixe en principe à une seule obédience par pays ou État le nombre des obédiences pouvant appartenir au groupe principal a pour conséquence l'existence dans certains pays d'obédiences qui, tout en respectant les mêmes landmarks que les obédiences du groupe principal, ne sont pas reconnues par lui.
Le cas des obédiences noires américaines (dites de Prince Hall) est à cet égard exemplaire. Elles ne pouvaient évidemment pas être reconnues par le groupe principal à l'époque où les États-Unis pratiquaient la ségrégation raciale et leur reconnaissance progressive depuis le début des années 1990 par les grandes loges blanches américaines (dites caucasiennes) n'est pas sans poser un problème au regard de la règle d'exclusivité territoriale.
D'autres cas souvent mentionnés existent en France où coexistent plusieurs obédiences qui respectent les mêmes critères de régularité que les obédiences du groupe principal (plusieurs d'entre elles étant issues de scissions de l'obédience reconnue par le groupe principal), mais qui ne peuvent pas être reconnues par lui du fait de la règle d'exclusivité territoriale, ou à cause d'autres différends avec l'obédience reconnue par le groupe principal.
Il peut enfin exister des obédiences qui pratiquent tous les critères de régularité, mais qui ne souhaitent pas appartenir au groupe principal, par exemple parce qu'elles refusent de reconnaître les obédiences de ce groupe qui pratiquent la ségrégation raciale (aux États-Unis) ou religieuse (en Scandinavie). En Europe, onze de ces obédiences se reconnaissent entre elles au sein d'un groupe international d'obédiences dénommé Confédération des grandes loges unies d'Europe.

### Autres obédiences traditionnelles
On trouve aussi à travers le monde un certain nombre d'obédiences que l'on peut qualifier de traditionnelles mais non régulières. C'est en particulier le cas de toutes celles qui respectent tous les landmarks et critères de régularité, à l'exception de l'ancienne règle d'interdiction de la mixité, qu'elles considèrent comme une forme de ségrégation et qu'elle jugent dépassée.

### Obédiences libérales ou adogmatiques
On classe en général sous le nom d'obédiences « libérales » ou  adogmatiques les obédiences qui ne se considèrent pas comme liées par les anciennes règles ou landmarks. C'est le cas en particulier de celles qui prônent une « absolue liberté de conscience ». Globalement, il s'agit des obédiences ne ressortissant pas à la GLUA ou à une maçonnerie qui imposerait la croyance en un être supérieur, sans la liberté d'interprétation qui s'y attache en qualité de symbole; il convient de noter que depuis 1989 la GLUA n'impose plus la croyance en un Dieu révélé (proche de celui auquel se réfère l'Église).
Un assez grand nombre de ces obédiences se reconnaissent entre elles au sein d'un groupe international d'obédiences dénommé CLIPSAS.

### Loges dites: indépendantes, sauvages  ou clandestines
Il existe enfin un peu partout à travers le monde des loges qui ne souhaitent pas se fédérer au sein d'une obédience et qui souhaitent conserver leur indépendance. Certaines d'entre elles sont anciennes et traditionnelles, d'autres peuvent être tout à fait récentes et avoir des pratiques si peu communes que les autres obédiences ne les considèrent plus comme étant maçonniques, ni dans le sens « régulier » du terme, ni même dans son acception « libérale ». 
Il convient toutefois de distinguer une loge dite « sauvage » en ce qu'elle n'est reconnue par aucune obédience ou puissance maçonnique, d'une loge dite  « indépendante », car reconnue par au moins une obédience ou puissance maçonnique tout en ne lui appartenant pas stricto sensu.
Souvent dans un pays, une future obédience s'implante en créant d'abord une loge dite « pionnière » lui appartenant si elle est déjà internationale (GLUA / DH), ou une loge dite « indépendante » (et donc pas sauvage) si l'obédience qui la soutient n'a qu'une vocation nationale, ce qui ne l'empêche pas d'apporter ce soutien à un projet maçonnique constituant un apport au paysage maçonnique de tel pays.
Une loge peut aussi être isolée, non soutenue, et clandestine, à savoir choisir de travailler dans la plus absolue discrétion, pour des raisons notamment de sécurité (pays où la liberté d'association est refusée comme ce peut être le cas dans des dictatures).